# Shanghai World Financial Center
Le Shanghai World Financial Center (en français : « Centre mondial des finances de Shanghai » ; en chinois simplifié : 上海环球金融中心 ; chinois traditionnel : 上海環球金融中心 ; pinyin : Shànghǎi huánqiú jīnróng zhōngxīn) est un gratte-ciel situé dans le quartier financier de Lujiazui, le district de Pudong, dans la ville chinoise de Shanghai. À son ouverture en 2008, il était le deuxième plus haut gratte-ciel du monde avec ses 492 mètres et ses 101 étages.

## Histoire
La construction de la tour dessinée par la société américaine Kohn Pedersen Fox débuta en 1998, mais les travaux furent momentanément suspendus par la crise économique asiatique de la fin des années 1990, et fut plus tard à nouveau interrompus en raison de la modification des plans par la Mori Building Company. La construction de la tour a été financée par plusieurs firmes transnationales dont des banques chinoises, japonaises, ou hongkongaises. La banque d'investissement Morgan Stanley a coordonné le financement de la tour pour la société Mori Building.

## Présentation de l'édifice

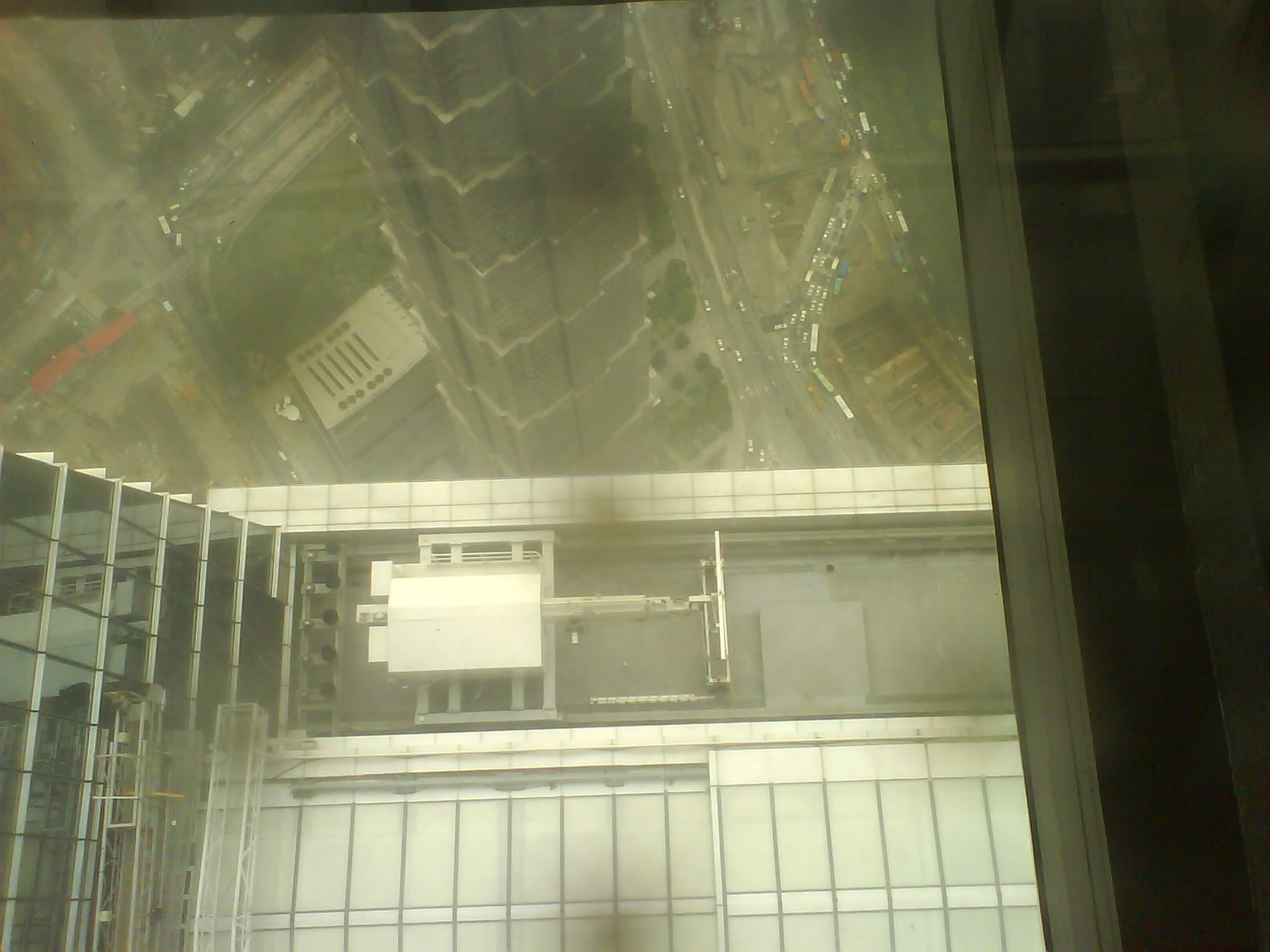
Vue plongeante depuis la passerelle à 474 m de haut.

Lors de son inauguration, l'édifice devient le plus haut gratte-ciel de Shanghai, en dépassant la tour Jinmao, qui s'élève à proximité.
Avec ses 492 mètres de haut et 101 étages hors sol, la tour du World Financial Center est désormais dépassée par la tour Shanghai qui culmine à 632 m.
Agencés par les architectes new-yorkais Kohn Pedersen Fox Associates, les 381 600 m2 du WFC accueillent des bureaux, un hôtel six étoiles et des boutiques.
Au sommet de l'édifice, une passerelle de 55 mètres tendue au-dessus d'un vide de plusieurs dizaines de mètres lui vaut son surnom de « décapsuleur ». C'est une attraction visuelle et touristique car depuis le 30 août 2008, elle sert de plate-forme d'observation panoramique sur la cité, à 474 mètres au-dessus de la rue. Son ascension coûte 150 yuans.